# Нутрија
Нутрија (лат. Myocastor coypus), такође позната као којпу, врста је глодара из породице Echimyidae. Први пут је ова врста описана 1792. године. Назив „нутрија” се користи у научној, стручној и другој литератури широм планете Земље, а потиче од назива, који су јој дали шпански конкистадори, када су открили ову врсту глодара. С обзиром на то да се понашао слично видри, дали су му назив „нутрија”, како се на шпанском језику назива видра. Дуго времена класификованa као једини члан породице Myocastoridae, Myocastor је сада део Echimyidae, породицу бодљикавих пацова.
Нутрије живе у јазбинама поред водених површина и хране се стабљикама речних биљака. Првобитно пореклом из суптропске и умерене Јужне Америке, од тада је унете у Северну Америку, Европу, Азију и Африку, првенствено услед активности фармера крзна. Иако се у неким регионима још увек лови и хвата замкама због крзна, њихове деструктивне навике копања и храњења често доводе нутрије у сукоб са људима, и сматрају се инвазивном врстом.] Нутрија такође преноси разне болести на људе и животиње углавном контаминацијом воде.

## Опис
Нутрија је један од најкрупнијих глодара на свету. Дужина тела варира између 35 и 65 cm, док је реп дугачак од 25 до 45 cm. Маса тела се креће од 4 до 9 kg, мада су регистроване јединке и са масом од 14 kg. Тело је здепасто са кратким екстремитетима и цилиндричним, типичним „пацовским репом”, обраслим ретким длакама и рожним плочицама. Између прва четири прста задњих ногу налазе се пловне мрежице. Секутићи су истакнути, наранџасто-жуте боје, а њушка је беличаста. Длака овог глодара је дуга и оштра, са густом поддлаком, а боја варира од светлих до тамнобраон тонова. На фармама нутрије селекцијом су добијене јединке чистих боја крзна (бело, црно, златно-жуто...).

## Распрострањење
Врста има станиште у Аргентини, Боливији, Бразилу, Парагвају, Уругвају и Чилеу. Природно настањује територије Јужне Америке. У Европу је доспела почетком XX века, прво као гајена врста на фармама, а затим се неким случајем нашла у природи и од тада има широк ареал распрострањености. У Србији је први пут забележена 70-их година прошлог века. Данас се може наћи у Подунављу (Срем и Банат), на ушћу Велике Мораве, Млаве и Пека у Дунав, а спорадично и дуж Тисе. Ова врста се сматра инвазивном и представља потенцијалну опасност по аутохтоне врсте, као и по човека, јер је вектор разних узрочника болести: лептоспирозе, салмонелозе, пастеролозе, ботулизма итд.

## Станиште
Нутрија је семиакватични глодар. Насељава реке, потоке, језера, забарена подручја и баре са развијеном приобалном вегетацијом. Своја склоништа, са тунелима пречника 20 cm, копа у обалу, док је сам улаз у води. Када ниво воде опадне, нутрија продубљује канале и прави нови отвор испод воде.

## Биологија
Нутрија је добар пливач и брз колонизатор. Живи у малим колонијама поред воде. Јединке се паре више пута током године, а женка окоти до шест, ређе више младунаца, обраслих длаком и са отвореним очима. Младунци су након три до пет дана по коћењу способни да пливају. Полну зрелост достижу са навршених 4-6 месеци старости. Животни век нутрије у природном окружењу је 3, ретко 4 године, а у заточеништву (фарме, кавези) од 6 до 8 година. Ова животиња је активна у сумрак и у зору, пред свитање, а у мирним стаништима, у којима нема предатора, и током целог дана. Нутрија се храни воденим биљкама, углавном. Такође, у њеној исхрани заступљена су разна семена житарица, корење итд. Постоје подаци да неретко користи и дагње као извор хране, као и да практикује копрофагију.

## Угроженост
Ова врста није угрожена, и наведена је као последња брига јер има широко распрострањење.

### Популациони тренд
Популација ове врсте се смањује, судећи по расположивим подацима.

## Таксономија
Нутрију је први описао Хуан Игнацио Молина 1782. године као Mus coypus, припадника рода мишева. Род Myocastor је 1792. доделио Роберт Кер. Жофроа Сент Илер, независно од Кера, назвао је врсту Myopotamus coypus, и повремено се назива овим именом.
Четири подврсте су опште признате:
- M. c. bonariensis: северна Аргентина, Боливија, Парагвај, Уругвај, јужни Бразил (RS, SC, PR, и SP)
- M. c. coypus: централни Чиле, Боливија
- M. c. melanops: острво Чилое
- M. c. santacruzae: Патагонија

M. c. bonariensis, подврста присутна у најсевернијем (субтропском) делу нутријиног опсега, верује се да је тип нутрије који се најчешће преноси на друге континенте.

## Филогенија
Поређење ДНК и протеинских секвенци показало је да је род Myocastor сестринска група рода Callistomys. Oва два таксона деле еволуционе афинитете са другим Myocastorini родовима: Proechimys i Hoplomys (оклопни пацови) с једне стране и Thrichomys с друге стране.
|  | Callistomys         |
|  |                     |
|  | Myocastor (нутрија) |
|  |                     |

|  | Hoplomys   |
|  |            |
|  | Proechimys |
|  |            |

|  | Callistomys         |
|  |                     |
|  | Myocastor (нутрија) |
|  |                     |

|  | Hoplomys   |
|  |            |
|  | Proechimys |
|  |            |

|  | Callistomys         |
|  |                     |
|  | Myocastor (нутрија) |
|  |                     |

|  | Hoplomys   |
|  |            |
|  | Proechimys |
|  |            |

|  | Callistomys         |
|  |                     |
|  | Myocastor (нутрија) |
|  |                     |

|  | Hoplomys   |
|  |            |
|  | Proechimys |
|  |            |